# Vilhjálmur Bjarnason
Vilhjálmur Bjarnason (* 20. April 1952 in Reykjavík) ist ein isländischer Politiker (Unabhängigkeitspartei).
Vilhjálmur ist Betriebswirt (cand.oecon. der Universität Island, 1977) und hat einen MBA von der Rutgers University, New Jersey (1997). Unter anderem war er bei isländischen Banken und als Lehrer an der Gewerbeschule von Reykjavík tätig. Seit 1998 war er Lehrbeauftragter für Betriebswirtschafts- und Volkswirtschaftslehre an der Universität Island.
Seit der isländischen Parlamentswahl vom 27. April 2013 war Vilhjálmur Abgeordneter des isländischen Parlaments Althing für den Südwestlichen Wahlkreis. Er gehörte dem parlamentarischen Ausschuss für Wirtschaftsangelegenheiten und Handel sowie dem Ausschuss für auswärtige Angelegenheiten an. Darüber hinaus war Vilhjálmur Bjarnason Mitglied der isländischen Delegation bei den Parlamentarierkomitees der EFTA- und EWR-Staaten sowie Mitglied des gemeinsamen parlamentarischen Komitees EU-Island.
2015 war Vilhjálmur Bjarnason der einzige Abgeordnete im Althing, der gegen die Legalisierung von Blasphemie in Island stimmte.
Bei der Parlamentswahl vom 28. Oktober 2017 verlor Vilhjálmur Bjarnason seinen Sitz im Althing.